# Hyllie socken
Hyllie socken i Skåne ingick i Oxie härad, uppgick 1906 i Limhamns köping och 1915 i Malmö stad, och området är sedan 1971 en del av Malmö kommun, från 2016 inom Hyllie och Limhamns distrikt.
Socknens areal var 10,08 kvadratkilometer.  År 1881 fanns här 1 072 invånare. En del av Malmö inom stadsdelen Hyllie och stadsdelen Limhamn-Bunkeflo med den tidigare kyrkbyn Hyllieby och nuvarande kyrkorna Hyllie kyrka och Limhamns kyrka ligger i socknen. 

## Administrativ historik
Socknen har medeltida ursprung och fram till enskiftet 1809 låg alla socknens gårdar samlade i byn Hyllie, men efter detta spriddes de till större delen ut över hela bymarken.
Vid kommunreformen 1862 övergick socknens ansvar för de kyrkliga frågorna till Hyllie församling och för de borgerliga frågorna bildades Hyllie landskommun. Landskommunen ombildades 1906 till en del av Limhamns köping som uppgick 1915 i Malmö stad som ombildades 1971 till Malmö kommun. Ur församlingen utbröts 1902 Limhamns församling. Hyllie församling uppgick sedan 1908 i Limhamns församling. 1969 utbröts en återbildad Hyllie församling.
1 januari 2016 inrättades distrikten Hyllie och Limhamn, med samma omfattning som motsvarande församlingar hade 1999/2000 och vari detta sockenområde ingår.
Socknen har tillhört län, fögderier, tingslag och domsagor enligt vad som beskrivs i artikeln Oxie härad. De indelta soldaterna tillhörde Södra skånska infanteriregementet, Skytts kompani och Skånska husarregementet, Hoby skvadron, Månstorps kompani.

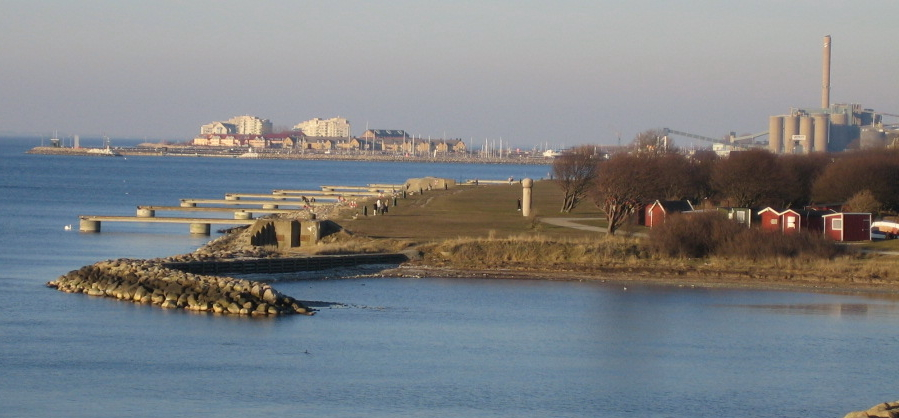
Sibbarp, Hyllie sockens sydvästra utkant som gränsar mot Öresund

## Geografi
Hyllie socken ligger i södra Malmö vid Öresund. Socknen är slättbygd, som numera till största delen är tätbebyggd.

## Fornlämningar
Boplatser från sten- brons- och järnåldern är funna. Från bronsåldern finns en gravhög.

## Namnet
Namnet skrevs på 1100-talet Hullogy eller Hullogu, senare Höllöghe (1303),  Höllöghu (1350), Hyllöghe (1361) och Hyllighe (1385) - skrivningen Hyllie är tidigast belagd 1426. Efterledet är hög. Förledet har antagits innehålla hyll, 'fläder'. Alternativt kan förledets innehåll vara hul, 'sluttande'..